# Anthurium geniculatum
Anthurium geniculatum är en kallaväxtart som beskrevs av Luis Aloysius, Luigi Sodiro. Anthurium geniculatum ingår i släktet Anthurium och familjen kallaväxter. Inga underarter finns listade.